# Philippus Arabs
Marcus Iulius Philippus, kendt som Philippus Arabs (ca. 204 – 249), var romersk kejser i årene 244-249.
Han blev født i Shahba i den romerske provins Syria.